# شهرستان شولوخوفسکی
شهرستان شولوخوفسکی (به لاتین: Sholokhovsky District) یک شهرستان در روسیه است که در استان روستوف واقع شده‌است.